# PowerPark
Koordinaten: 63° 13′ 42″ N, 22° 51′ 35″ O
PowerPark (auch PowerLand genannt) ist ein Freizeitpark in Kauhava, Finnland, der 2002 eröffnet wurde und sich über eine Fläche von 160 ha mit mehr als 40 Fahrgeschäften erstreckt.

## Achterbahnen
| Name          | Typ                              | Hersteller                   | Eröffnungsjahr |
| ------------- | -------------------------------- | ---------------------------- | -------------- |
| Cobra         | Shuttle Coaster                  | Vekoma                       | 2005           |
| Joyride       | Stahlachterbahn ohne Inversionen | L&T Systems                  | 2003           |
| Junker        | Launched Coaster                 | Gerstlauer Amusement Rides   | 2015           |
| Mine Train    | Familienachterbahn               | Zamperla                     | 2007           |
| Neo's Twister | Wilde Maus, Spinning Coaster     | Fabbri                       | 2011           |
| Pitts Special | Stahlachterbahn ohne Inversionen | Gerstlauer Amusement Rides   | 2020           |
| Thunderbird   | Twister-Holzachterbahn           | Great Coasters International | 2006           |